# Mikael Noguchi
Mikael Noguchi (né en 1976) est un artiste visuel norvégien qui travaille pour l'animation, le jeu vidéo l'illustration et la bande dessinée.

## Distinction
- 2013 : Prix Sproing de la meilleure bande dessinée norvégienne pour Drabant t. 1 (avec Øyvind Holen)